# Oedothorax lucidus
Oedothorax lucidus är en spindelart som beskrevs av Jörg Wunderlich 1974. Oedothorax lucidus ingår i släktet Oedothorax och familjen täckvävarspindlar.
Artens utbredningsområde är Nepal. Inga underarter finns listade i Catalogue of Life.